# 李雲 (水滸傳)
李云，小说《水浒传》中人物，生得阔面红须，碧眼浓眉，是朱富的师父，武艺高强。李逵去接老母上山时，被曹太公设计捉住。李云领人押解李逵时，朱贵、朱富用迷药麻翻了他们，救了李逵。李逵欲杀李云，却被朱富拦下，他便将押解的士兵以及曹太公等人全部杀死，与朱贵、朱富一同返回梁山。李云挺朴刀追来与李逵交战，打斗五七回合不分胜败，最终被朱富隔开。朱富对李云晓以利害，请他同上梁山。李云不得已也上了梁山落草。受招安后，在征讨方腊中，攻翕州时被王寅杀死。

## 影视形象
- 1983年山东版《水浒》：田志明
- 2011年版《水浒传》：葛敏
- 2013年电视剧《武松》：李勤
- 2014年电影《青眼虎李云》：杨钧承